# 고익 (고구려)
고익(高翼, ?~?)은 고구려의 관리이다.

## 생애
고구려 장수왕 때 외교관계 업무를 관장한 장사(長史)를 지내다가 413년에 동진(東晉)에 사절로 가 표(表)를 올리고 붉은 털과 흰 털이 섞인 말인 자백마(赭白馬)를 바쳤으며, 안제(安帝)로부터 장수왕을 ‘사지절도독영주제군사정동장군고구려왕낙랑공(使持節都督營州諸軍事征東將軍高句驪王樂浪公)에 봉한다는 조(詔)를 받은 뒤 귀국했다.